# 郎位八
后髮座21，又名BD+25 2517，HD 108945、SAO 82346、HR 4766，是后髮座的一颗恒星，视星等为5.46，位于銀經240.93，銀緯84.74，其B1900.0坐标为赤經12h 26m 0.9s，赤緯+25° 84.74′ 12″。

镶黄旗汉军世家郎位：
```
镶黄旗汉军，后金国刑部侍郞 郎位，世居广宁卫，其先世以前明骠骑将军讳玉者为始祖数传并袭武爵。
```